# Liège-Bastogne-Liège 1921
La 11e édition de Liège-Bastogne-Liège a eu lieu le 29 mai 1921 et a été remportée par le Belge Louis Mottiat. C'est la première victoire du cycliste hennuyer à la Doyenne. 
Un groupe de quatorze hommes se présente à l'arrivée de cette douzième édition de la Doyenne. Le sprint est gagné par Louis Mottiat devant Marcel Lacour et Jean Rossius. 39 coureurs étaient au départ et 27 à l'arrivée. Les coureurs arrivant entre la septième et la quatorzième place n'ont pas pu être classés.

## Classement
| n° | Coureur                            | Équipe                             | Temps                              |
| -- | ---------------------------------- | ---------------------------------- | ---------------------------------- |
| 1  | Louis Mottiat                      | Alcyon                             | 7 h 23 min 00 s                    |
| 2  | Marcel Lacour                      | -                                  | m.t.                               |
| 3  | Jean Rossius                       | Alcyon                             | m.t.                               |
| 4  | Adolphe Coppez                     | -                                  | m.t.                               |
| 5  | Guillaume Nyssen                   | -                                  | m.t.                               |
| 6  | Léon Scieur                        | La Française                       | m.t.                               |
| 7  | 8 coureurs ont été classés ex æquo | 8 coureurs ont été classés ex æquo | 8 coureurs ont été classés ex æquo |